# Gabriel Gonzaga
Gabriel Gonzaga Santos Nogueira, mais conhecido como Gabriel Napão, (Rio de Janeiro, 18 de maio de 1979) é um ex-atleta brasileiro de artes marciais mistas (MMA) que competiu no Ultimate Fighting Championship. 
Napão é faixa preta de Jiu-Jitsu e ex-membro da academia Chute Boxe. Gonzaga venceu por nocaute Mirko "Cro Cop" Filipovic no UFC 70 em 21 de abril de 2007 em uma zebra histórica, o que rendeu-lhe a oportunidade de desafiar o então campeão dos pesos pesados, Randy Couture. Em 2004, venceu o Mundial de Jiu-Jitsu e foi considerado um dos melhores faixas preta da época.

## Carreira no MMA

### Chegada ao UFC
Depois de três vitórias e uma derrota em eventos realizados no Brasil, Napão foi contratado pelo UFC. Ele fez sua estréia no UFC 56, batendo por nocaute Kevin Jordan aos 4:39 do terceiro round. No entanto, teve algumas complicações em sua estréia. Semanas antes da luta, sua esposa, grávida, começou a ter complicações e perdeu uma das gêmeas que estava esperando. Devido a esse triste acontecimento, Napão não pôde treinar adequadamente para a luta.
Napão retornou no UFC 60 com uma boa vitória contra Fabiano Scherner, por nocaute técnico no segundo round.  No UFC 66, ele derrotaria, com um armlock, Carmelo Marrero no primeiro round.

### Disputa de título
As três excelentes vitórias fizeram com que Dana White, presidente do UFC, arranjasse uma luta, chamada em inglês de "title eliminator", para ver quem seria o próximo adversário do campeão dos pesos pesados do UFC, Randy "The Natural" Couture. A luta seria entre Gabriel "Napão" Gonzaga e um dos destaques do Pride, Mirko "Cro Cop" Filipovic. O embate seria no UFC 70, realizado em Manchester, na Inglaterra.
Na preparação da luta, Napão focou-se em desviar dos perigosos e consagrados chutes na cabeça ("headkicks") que Filipovic gostava de desferir. 
Napão iniciou a luta em um bom ritmo, mantendo a distância para evitar os chutes, mas no primeiro chute de Cro Cop Napão agarrou a perna dele e levou a luta para o chão, em sua especialidade Napão controu o chão acertando bons golpes e até abriu um corte na parte superior da cabeça do Cro cop, a torcida vaiava já que todos espervam um nocaute do Cro Cop, quando o arbitro Herb Dean mandou os dois se levantarem a torcida explodiu, o comentarista oficial do UFC Joe Rogan falou que a Cro Cop só precisava de um chute para acabar com a luta, após o final do comentário infeliz Cro Cop ameaçou um chute de direita, enquanto, Napão aproveitou a chance e acertou um Chute de Direita na cabeça do Cro Cop o nocauteando aos 4:51 do primeiro round, o público ficou em silêncio sem acreditar. O árbitro Herb Dean separou Napão do Cro Cop e logo percebeu que o calcanhar do pé direito do Cro Cop havia se torcido durante a queda do nocaute. A luta foi declarada como a luta número 9 da história do UFC antes do UFC 100, segundo o especial UFC Ultimate 100 Greatest Fights, no programa Dana White afirmou que aquele nocaute foi o mais devastador, incrivel e inusitado que ele já havia visto. Com a vitória, Napão tornou-se o adversário de Randy "The Natural" Couture pelo cinturão dos pesos pesados do UFC, que aconteceria no UFC 74. Napão acabou perdendo para Randy Couture por nocaute técnico no terceiro round. Napão ainda perderia, por nocaute técnico no segundo round, uma revanche contra Fabricio Werdum no UFC 80.

### A volta por cima
Napão admitiu, depois de duas derrotas seguidas, que estava atravessando uma fase ruim. Afirmou, porém, que daria a volta por cima.
Seu primeiro desafio foi contra Justin McCully no UFC 86. Logo no início, McCully caiu no chão devido a um potente chute desferido contra sua perna por Napão. Em seguida, conseguindo uma rápida montada, Napão o finalizou com uma "Kimura".
No UFC 91, Napão nocauteou o novato Josh "Heavy" Hendricks com um cruzado de direita a 1:01 do primeiro round.
Napão então enfrentou o invicto Shane Carwin no UFC 96. Já nos primeiros trinta segundos, acertou Carwin com um uppercut e dois outros socos de esquerda, quebrando seu nariz. A luta foi para o chão, mas Carwin conseguiu levantar-se rapidamente. Contra a grade, Carwin acertou um excelente cruzado de direita em Napão, nocauteando-o a 1:09 do primeiro round, sendo esta sua quarta derrota na carreira e terceira no UFC.
No UFC 102 Napão derrotou Chris Tuchscherer por nocaute técnico aos 2:27 do primeiro round. A luta, no entanto, foi controversa: Napão acertou um golpe ilegal. Tuchsherer foi capaz de continuar depois de um descanso completo de cinco minutos, mas Napão conseguiu forte chute na cabeça e continuou a dominar o resto do combate, sagrando-se vencedor.

### Cigano no caminho
Após a vitória no UFC 102, Napão lutaria contra Junior dos Santos, o "Cigano", no UFC 108. No entanto, Napão não pôde lutar devido uma infecção. Foi substituído por Gilbert Yvel, que saiu derrotado por nocaute técnico logo no primeiro round.
A luta entre Napão e Cigano foi reagendada para o UFC no Versus 1: Vera vs. Jones. Os treinadores de Napão acreditavam que ele venceria por nocaute, e diziam que Napão voltaria com força total para lutar mais uma vez pelo cinturão dos pesos pesados do UFC. Na luta, Napão e Cigano começaram se estudando. Napão tentou por duas vezes acertar o seu famoso chute que nocauteou Mirko Filipović. Após uma tentativa de queda por parte de Napão, foi surpreendido com um forte golpe de esquerda de Cigano, que o derrubou. Em seguida, Cigano bombardeou Napão até o nocaute. Essa derrota faz Napão se distanciar ainda mais da briga pelo cinturão, além de ameaçar seu contrato com o UFC, já que vinha de quatro derrotas por nocaute em sete lutas.
No UFC 121 em 23 de Outubro, Napão enfrentou o ex-jogador de futebol americano e finalista do The Ultimate Figther Brendan Schaub. No combate Napão buscou a luta em pé confiando no seu jogo, porém foi surpreendido por vaérios golpes, no final do round Napão recebeu um knockdown. No segundo e terceiro round Napão foi dominado na luta em pé por Brendan, no final da luta Brendan ariscou um queda desnecessária, Napão mostrando seu dominio no Jiu-Jitsu foi para as costa em encaixou uma mata-leão facilmente porém a luta acabou. Napão perdeu por decisão unânime (30-27, 30-27, 30-27). Muito se questionou depois da luta por Napão não usou seu Jiu-jitsu, Napão respondeu: "Obrigado a todos que disseram que eu deveria usar meu Jiu-Jitsu, mas se eu não usei é porque eu não consegui.". Após alguns dias do evento, Napão confirmou que foi cortado do UFC e disse: "De volta a vida normal e Jiu-Jitsu para sempre."

### Retorno ao UFC
Após ficar um ano afastado das lutas, Napão voltou a lutar em outubro de 2011, no Reality Fighting: Gonzaga vs. Porter onde finalizou seu oponente, Parker Porter com um triangulo de braço. Após esta vitória, Napão voltou ao octógono do Ultimate no Rio de Janeiro, no UFC 142: Aldo vs. Mendes, com vitoria por finalização sobre Ednaldo Oliveira, aplicando um Mata-leão aos 3:22, do 1º Round.
Gonzaga era esperado para lutar no UFC 153: Silva vs. Bonnar, novamente no Rio de Janeiro, contra o seu compatriota Geronimo Mondragon. Porém, Mondragon foi diagnosticado com Hepatite B e foi incapaz de lutar. Com isso, Gonzaga ficou sem oponente e foi retirado do card.
Napão enfrentou em sua primeira luta em 2013 o americano Ben Rothwell no UFC on FX: Belfort vs. Bisping, em São Paulo. Napão finalizou seu oponente no segundo round com uma guilhotina.
Napão fez sua segunda luta em 2013 contra Travis Browne no The Ultimate Fighter 17 Finale. Quando Napão tentou a queda, Browne aplicou cotoveladas em sua cabeça, nocauteando o brasileiro ainda no primeiro round. Houve boatos depois que as cotoveladas que apagaram Napão haviam pegado na nuca (o que é ilegal).
Napão substituiu Shane del Rosario no UFC 162: Silva vs. Weidman contra Dave Herman. Napão venceu a luta por nocaute técnico em apenas 17 segundos do primeiro round.
Napão fez sua quarta luta no ano de 2013 contra Shawn Jordan no UFC 166: Velasquez vs. dos Santos III, e venceu por nocaute técnico no primeiro round.
Gonzaga não conseguiu continuar com sua sequência de vitórias e foi derrotado por Stipe Miocic no UFC on Fox: Henderson vs. Thomson por decisão unânime.
Ele novamente foi derrotado, dessa vez para Matt Mitrione em 13 de Dezembro de 2014 no UFC on Fox: dos Santos vs. Miocic por nocaute.
Gonzaga enfrentou Mirko Filipovic em 11 de Abril de 2015 no UFC Fight Night: Gonzaga vs. Cro Cop 2 e foi derrotado por nocaute técnico no terceiro round.
Napão enfrentou Konstantin Erokhin em 11 de Dezembro de 2015 no The Ultimate Fighter 22 Finale e o venceu por decisão unânime.

## Vida pessoal
Napão é casado e tem dois filhos, um menino e uma menina. Sua esposa estava esperando gêmeas, porém uma delas, Letícia, morreu ao nascer.

## Cartel no MMA
| Cartel no MMA   |             |             |
| 28 lutas        | 17 vitórias | 11 derrotas |
| Por nocaute     | 7           | 9           |
| Por finalização | 9           | 0           |
| Por decisão     | 1           | 2           |

| Res.    | Cartel | Oponente           | Método                           | Evento                                   | Data       | Round | Tempo | Local                   | Notas                                                    |
| ------- | ------ | ------------------ | -------------------------------- | ---------------------------------------- | ---------- | ----- | ----- | ----------------------- | -------------------------------------------------------- |
| Derrota | 17-11  | Derrick Lewis      | Nocaute (socos)                  | UFC Fight Night: Rothwell vs. dos Santos | 10/04/2016 | 1     | 4:48  | Zagreb                  |                                                          |
| Vitória | 17-10  | Konstantin Erokhin | Decisão (unânime)                | The Ultimate Fighter 22 Finale           | 11/12/2015 | 3     | 5:00  | Las Vegas, Nevada       |                                                          |
| Derrota | 16-10  | Mirko Filipovic    | TKO (cotoveladas e socos)        | UFC Fight Night: Gonzaga vs. Cro Cop II  | 11/04/2015 | 3     | 3:30  | Kraków                  | Luta da Noite.                                           |
| Derrota | 16-9   | Matt Mitrione      | TKO (socos)                      | UFC on Fox: dos Santos vs. Miocic        | 13/12/2014 | 1     | 1:59  | Phoenix, Arizona        |                                                          |
| Derrota | 16-8   | Stipe Miocic       | Decisão (unânime)                | UFC on Fox: Henderson vs. Thomson        | 25/01/2014 | 3     | 5:00  | Chicago, Illinois       |                                                          |
| Vitória | 16-7   | Shawn Jordan       | TKO (socos)                      | UFC 166: Velasquez vs. dos Santos III    | 19/10/2013 | 1     | 1:33  | Houston, Texas          |                                                          |
| Vitória | 15-7   | Dave Herman        | Nocaute (soco)                   | UFC 162: Silva vs. Weidman               | 06/07/2013 | 1     | 0:17  | Las Vegas, Nevada       |                                                          |
| Derrota | 14-7   | Travis Browne      | Nocaute (cotoveladas)            | The Ultimate Fighter 17 Finale           | 13/04/2013 | 1     | 1:11  | Las Vegas, Nevada       |                                                          |
| Vitória | 14-6   | Ben Rothwell       | Finalização (guilhotina)         | UFC on FX: Belfort vs. Bisping           | 19/01/2013 | 2     | 1:01  | São Paulo               |                                                          |
| Vitória | 13-6   | Ednaldo Oliveira   | Finalização (mata leão)          | UFC 142: Aldo vs. Mendes                 | 14/01/2012 | 1     | 3:22  | Rio de Janeiro          |                                                          |
| Vitória | 12-6   | Parker Porter      | Finalização (triangulo de braço) | Reality Fighting: Gonzaga vs. Porter     | 08/10/2011 | 3     | 1:50  | Uncasville, Connecticut |                                                          |
| Derrota | 11-6   | Brendan Schaub     | Decisão (unânime)                | UFC 121: Lesnar vs. Velasquez            | 23/10/2010 | 3     | 5:00  | Anaheim, California     |                                                          |
| Derrota | 11-5   | Junior dos Santos  | TKO (socos)                      | UFC on Versus 1                          | 21/03/2010 | 1     | 3:53  | Broomfield, Colorado    |                                                          |
| Vitória | 11-4   | Chris Tuchscherer  | TKO (socos)                      | UFC 102: Couture vs. Nogueira            | 29/08/2009 | 1     | 2:27  | Portland, Oregon        |                                                          |
| Derrota | 10–4   | Shane Carwin       | Nocaute (soco)                   | UFC 96: Jackson vs. Jardine              | 07/03/2009 | 1     | 1:09  | Columbus, Ohio          |                                                          |
| Vitória | 10–3   | Josh Hendricks     | TKO (socos)                      | UFC 91: Couture vs. Lesnar               | 15/11/2008 | 1     | 1:01  | Las Vegas, Nevada       |                                                          |
| Vitória | 9–3    | Justin McCully     | Finalização (kimura)             | UFC 86: Jackson vs. Griffin              | 05/07/2008 | 1     | 1:57  | Las Vegas, Nevada       |                                                          |
| Derrota | 8–3    | Fabrício Werdum    | TKO (socos)                      | UFC 80: Rapid Fire                       | 19/01/2008 | 2     | 4:34  | Newcastle               |                                                          |
| Derrota | 8–2    | Randy Couture      | TKO (socos)                      | UFC 74: Respect                          | 25/08/2007 | 3     | 1:37  | Las Vegas, Nevada       | Pelo Cinturão Peso Pesado do UFC; Luta da Noite.         |
| Vitória | 8–1    | Mirko Filipović    | Nocaute (chute na cabeça)        | UFC 70: Nations Collide                  | 21/04/2007 | 1     | 4:51  | Manchester              | Se tornou o desafiante nº 1 ao Título; Nocaute da Noite. |
| Vitória | 7–1    | Carmelo Marrero    | Finalização (armlock)            | UFC 66: Liddell vs Ortiz II              | 30/12/2006 | 1     | 3:22  | Las Vegas, Nevada       |                                                          |
| Vitória | 6–1    | Fabiano Scherner   | TKO (socos)                      | UFC 60: Hughes vs Gracie                 | 27/05/2006 | 2     | 0:24  | Los Angeles, Califórnia |                                                          |
| Vitória | 5–1    | Kevin Jordan       | Nocaute (soco)                   | UFC 56: Full Force                       | 19/11/2005 | 3     | 4:39  | Las Vegas, Nevada       | Estreia no UFC.                                          |
| Vitória | 4–1    | Walter Farias      | Finalização                      | Shooto Brazil: Never Shake               | 23/10/2004 | 2     | 2:48  | São Paulo               |                                                          |
| Vitória | 3–1    | Charlie Brown      | Finalização (cansaço)            | Jungle Fight 2                           | 15/05/2004 | 3     | 1:24  | Manaus                  |                                                          |
| Derrota | 2–1    | Fabrício Werdum    | TKO (socos)                      | Jungle Fight 1                           | 13/09/2003 | 3     | 2:11  | Manaus                  |                                                          |
| Vitória | 2–0    | Branden Lee Hinkle | Finalização (triângulo)          | Meca 9: Meca World Vale Tudo 9           | 01/08/2003 | 1     | 3:54  | Rio de Janeiro          |                                                          |
| Vitória | 1–0    | Cicero Cicero      | Desistência (Socos)              | BG 2: Brazilian Gladiators 2             | 02/04/2003 | 1     | 0:47  | Santos                  |                                                          |